# Kernkraftwerk South Texas
Das Kernkraftwerk South Texas (auch bekannt als South Texas Project (STP)) mit zwei Reaktorblöcken liegt südwestlich von Bay City im Süden des Bundesstaates Texas in den USA. Eigentümer sind die NRG South Texas (44 %), Tochter von NRG Energy, und die Städte San Antonio (40 %) und Austin (16 %). Betreiber ist die STP Nuclear Operating Company (STPNOC).
Das Kernkraftwerk liegt auf einem 49 km2 großen Gelände am Colorado River etwa 145 km südwestlich von Houston. Es war das erste Kernkraftwerk in Texas.

## Die Reaktoren
Bei den Reaktoren im Kernkraftwerk South Texas handelt es sich um zwei baugleiche Druckwasserreaktoren mit einer elektrischen Nettoleistung von 1280 MW und einer Bruttoleistung von 1354 MW. Das KKW South Texas ist einzigartig in seiner Konzeption von Systemen für die Sicherheit der Reaktoren. Jede Einheit verfügt über drei statt der üblichen zwei, völlig unabhängigen Notfall-Kern-Kühlsysteme (Emergency Core Cooling Systems) und der damit verbundenen Systeme.

## Geschichte
Am 6. Dezember 1971 stellte Houston Lighting & Power Co. (HL & P) der Stadt Austin, der Stadt San Antonio und der Central Power and Light Co. (CPL) eine Machbarkeitsstudie für eine gemeinsame Tochtergesellschaft für den Bau von Kernkraftwerken vor. Der ursprüngliche Kostenvoranschlag für das Kraftwerk lag bei 974 Millionen US-Dollar. 
Bis Mitte 1973 war der Standort des Kraftwerks in Bay City geplant, aber dann fiel die Entscheidung, es auf einem anderen Gelände zu bauen.
Ein Antrag auf Erteilung der Baugenehmigung für die Anlage wurde bei der United States Atomic Energy Commission im Mai 1974 eingereicht, die Nuclear Regulatory Commission erteilte die Bewilligung am 22. Dezember 1975, am gleichen Tag war Baubeginn für beide Blöcke, bis 1981 war das South Texas Project vier Jahre hinter dem Zeitplan zurück und hatte erhebliche Kostenüberschreitungen. Brown and Root überarbeitete den Zeitplan für die Fertigstellung bis Juni 1989 und die Kostenschätzung auf 4,4–4,8 Milliarden US-Dollar.
Der erste Block wurde am 30. März 1988 erstmals mit dem Stromnetz synchronisiert und ging am 25. August 1988 in den kommerziellen Leistungsbetrieb über. Block 2 wurde am 11. April 1989 erstmals mit dem Stromnetz synchronisiert und ging am 19. Juni 1989 in den kommerziellen Leistungsbetrieb.
Im Jahr 2007 war South Texas-2 der Kernreaktor mit der höchsten Jahresproduktion weltweit, zuvor waren beide Blöcke bereits mehrmals unter den fünf Besten.
Im Dezember 2016 wurde bekannt, dass auch South Texas vom Creusot-Forge-Skandal um gefälschte Zertifikate betroffen ist, Teile der Dampferzeuger stammen von der belasteten Areva-Tochter.

## Die Zukunft des Kraftwerks
Am 19. Juni 2006 legte NRG Energy einen Plan zum Bau von zwei Reaktoren vom Typ ABWR mit einer Leistung von je 1.358 MWe auf dem Gelände des Kernkraftwerks South Texas vor.
Am 24. September 2007 legte der Betreiber eine vollständige Bewerbung bei der Nuclear Regulatory Commission zum Bau von zwei General Electric-ABWR auf dem Gelände des Kernkraftwerks vor. Die vorgeschlagene Ausweitung des STP würde zusätzliche 2700 MW elektrische Leistung haben, somit hätte das Kraftwerk etwa die doppelte installierte Leistung von heute haben können, falls die Neubauten vor Abschaltung der ersten beiden Blöcke fertig geworden wären.
Am 19. April 2011 teilte NRG mit, das Neubauprojekt zu beenden, da der Projektpartner Tepco aufgrund der Explosionen in Fukushima für South Texas nicht mehr zur Verfügung stehe.

## Daten der Reaktorblöcke
Das Kernkraftwerk South Texas hat insgesamt zwei Blöcke:
| Reaktorblock  | Reaktortyp         | Netto- leistung | Brutto- leistung | Baubeginn  | Netzsyn- chronisation | Kommer- zieller Betrieb | Abschal- tung   |
| ------------- | ------------------ | --------------- | ---------------- | ---------- | --------------------- | ----------------------- | --------------- |
| South Texas-1 | Druckwasserreaktor | 1280 MW         | 1354 MW          | 22.12.1975 | 30.03.1988            | 25.08.1988              | Lizenzende 2047 |
| South Texas-2 | Druckwasserreaktor | 1280 MW         | 1354 MW          | 22.12.1975 | 11.04.1989            | 19.06.1989              | Lizenzende 2048 |